# Stegania commutaria
Stegania commutaria är en fjärilsart som beskrevs av Achille Guenée 1858. Stegania commutaria ingår i släktet Stegania och familjen mätare. Inga underarter finns listade i Catalogue of Life.